# Kivyuka
Kivyuka är ett periodiskt vattendrag i Burundi.   Det ligger i provinsen Bubanza, i den nordvästra delen av landet, 40 kilometer norr om huvudstaden Bujumbura.
Omgivningarna runt Kivyuka är en mosaik av jordbruksmark och naturlig växtlighet. Runt Kivyuka är det tätbefolkat, med 343 invånare per kvadratkilometer.